# Louis Hasey
 (juin 2013).

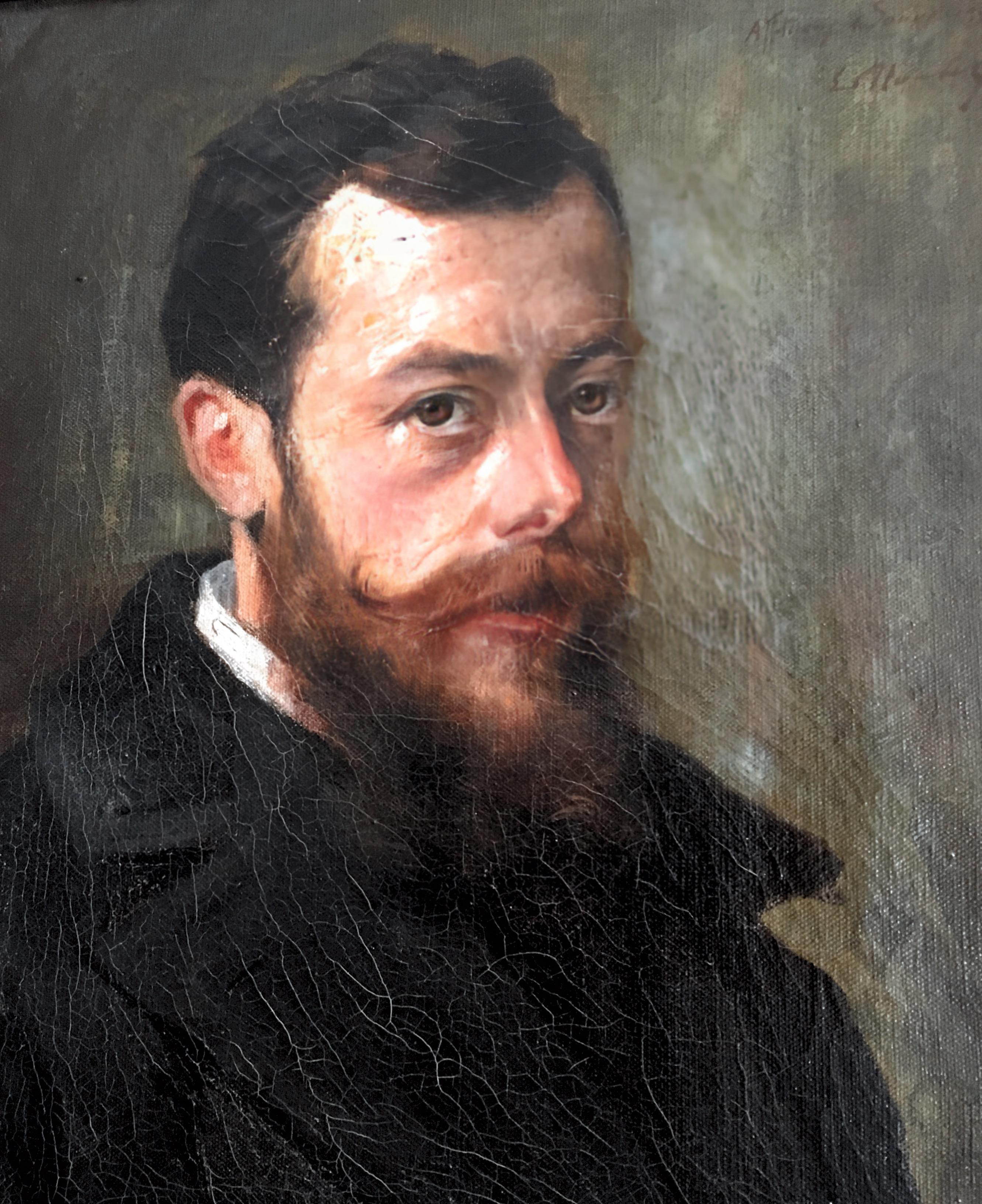
Louis Théodule Hasey

Louis Théodule Hasey, né à Liège (Belgique) le 4 décembre 1874 et mort le 1er juillet 1961 à Mons, est un décorateur, enlumineur, céramiste et professeur d'art belge.

## Biographie
Né d'un père chef de gare et une mère femme au foyer, il est fils unique. Très tôt, il montre des aptitudes pour le dessin. Il fait ses études secondaires au Collège Saint-Servais de Liège. En 1883, après que la famille déménage à Mons, pendant trois ans, Louis Hasey suit des cours à l'École Libre de Dessin et de Gravure de Mons, dirigée par Auguste Danse. Plus particulièrement il suit les cours de gravure d'Auguste Danse et ceux de peinture de Louise Danse (sœur d'Auguste). En 1886, pendant une année il suit les cours de composition décorative donnés par Eugène Grasset à l'École Guérin à Paris. De retour à Mons, il lie amitié avec l’écrivain Emile Leban et pour lequel il va illustrer deux recueils de poésie et nouvelles. Restant indépendant, en tant que décorateur il travaille sur les productions de faïenceries locales de la région du centre (Manufacture Impériale et Royale de Nimy, Faïencerie de Wasmüel, Faïencerie de Saint-Ghislain, Porcelainerie de Baudour).
Il se marie le 18 avril 1900 avec Doyen Rosalie (née le 4 août 1872 à Jemappes et décédée en 1956). Ensemble, ils ont trois enfants Ida Louise Fanny Mélanie (née le 31 mars 1901), Robert Louis Eugène (né le 19 mars 1903) et Romain Stéphane André (né le 21 mai 1906). Malgré l'éducation artistique et des signes prometteurs aucun des enfants n'a pas véritablement repris le flambeau artistique familial.
En ordre chronologique, il fut professeur de dessin à l'Académie des Beaux-Arts de Mons, à l'École Normale de Mons puis à l'École Moyenne de Rœulx jusqu'en 1933. En guérissant d'un ulcère il renonce à l'enseignement et il se dédie à nouveau à la production artistique qui fut très prolifique jusqu'à sa mort.